# گورنا مالینا
گورنا مالینا (به لاتین: Gorna Malina) یک منطقهٔ مسکونی در بلغارستان است که در Gorna Malina Municipality واقع شده‌است. گورنا مالینا ۱٬۴۸۲ نفر جمعیت دارد و ۶۲۰ متر بالاتر از سطح دریا واقع شده‌است.